# 4-乙烯基苯甲酸
4-乙烯基苯甲酸是一种有机化合物，化学式C9H8O2，常温常压下为白色晶体粉末，不溶于水，和草酰氯反应得到4-乙烯基苯甲酰氯，并进一步用于制备4-乙烯基苯甲酸酯及其聚合物。它在钌铂合金催化下和氢气反应，可以得到4-乙基环己烷甲酸。